# جک راسل وینستین

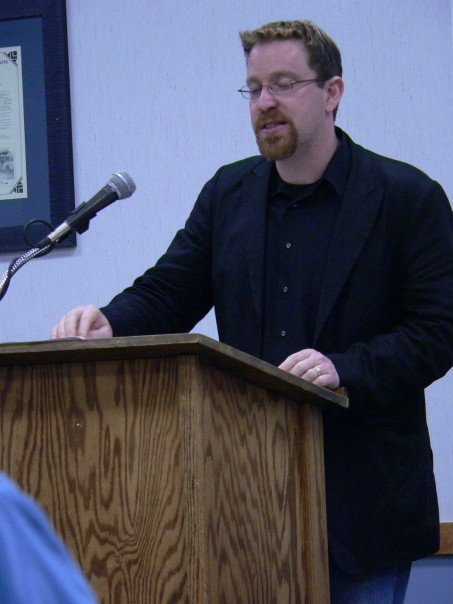

جک راسل وینستین یک فیلسوف آمریکایی و متخصص در تاریخ فلسفه و فلسفه سیاسی، فلسفهٔ آدام اسمیت و نظریه لیبرال است. او در حال حاضر استاد گروه فلسفه و دین در دانشگاه داکوتای شمالی است. او مدیر انستیتو فلسفه در زندگی عمومی و مجری برنامهٔ رادیویی "چرا؟ بحث فلسفی در مورد زندگی روزمره" است. او در دهه ۱۹۸۰ یک فعال دانشجویی تأثیرگذار بود.

## گزیده کتابشناسی
- آدام اسمیت کثرت گرایی: عقلانیت آموزش و پرورش و اخلاقی احساسات. New Haven: Yale University Press.
- ویراستار مهمان در فکر دوم ("فلسفه و مسئله"), North Dakota علوم انسانی شورای (ژوئن ۲۰۱۰) در آینده است.
- "دو Adams: فرگوسن و اسمیت در همدردی و احساسات" آدام فرگوسن: یک ارزیابی مجدد، فلسفه، سیاست و جامعه, ویرایش توسط یوجین هیت و Vincenze Merolle (لندن: Rickering و Chatto ناشران با مسئولیت محدود، ۲۰۰۹.): ۸۹–۱۰۶.
- "آدام اسمیت", برای ورود به دانشنامه اینترنتی فلسفه در http://www.iep.utm.edu/s/smith.htm
- ویراستار مهمان "سمپوزیوم آدام اسمیت و آموزش و پرورش" آدام اسمیت در بررسیشماره 3 (2007): ۴۹–۱۵۸.
- "در معنای اصطلاح "مترقی': تحقیقات فلسفی" ویلیام میچل بررسی قانون ۳۳:۱ (سال ۲۰۰۶) ۱–۵۰.
- پول همه وجود دارد؟ جنبه‌های دیگری از زندگی در آدام اسمیت رایگان بازار. داکوتای شمالی علوم انسانی شورای لری Remele یاران تلخیص (۴ صفحه با مقاله‌ها و مصاحبه‌ها), ۲۰۰۵.
- در مک اینتایر (Wadsworth فیلسوفان سری). بلمونت: Wadsworth Publishing Company, 2003.
- در آدام اسمیت (Wadsworth فیلسوفان سری). بلمونت: Wadsworth Publishing Company, 2001.
- مهمان ویرایشگر پرس و جو: تفکر انتقادی در سراسر این رشته است. موضوع: فلسفه سیاسی و تفکر انتقادیاست. مونتکلیر: مؤسسه تفکر انتقادی، vol. 18. 1 (پاییز ۱۹۹۸).
- سردبیر علمی تحقیق: در حال پیشرفتاست. وین: مؤسسه علوم انسانی (Institut für die Wissenschaften vom Menschen), 1995.